# 急性肢體缺血
急性肢體缺血（英語：Acute limb ischaemia）是指肢體的血流量突然減少而不足的疾病。
急性肢體缺血起因於栓塞或血栓形成，偶爾為血管剝離或創傷。血栓形成通常是由周邊血管疾病（導致血管阻塞的動脈粥樣硬化疾病）引起的，而栓塞則通常是來自心臟。據估計在美國每年每十萬人就有14人發生過急性肢體缺血。經由適當的外科手術照顧，急性肢體缺血是一個高度可治療的疾病，但是如果延遲治療（超過6至12小時），有可能導致永久性失能、截肢、死亡。
相對於急性肢體缺血，慢性肢體威脅性缺血是隨著時間發展而引起的周邊動脈阻塞。急性和慢性肢體缺血中的肢體均可能缺乏脈搏，但由於慢性缺血性肢體有時間能發展側支動脈循環，所以通常能維持溫暖和粉紅色，不需要為了避免喪失肢體而緊急手術。

## 症狀與徵象
急性肢體缺血可以發生於各個年齡層。吸菸者和糖尿病病患有較高的急性肢體缺血風險。大多數病例有動脈粥樣硬化的問題。
其症狀包含：
- 疼痛
- 面色蒼白（Pallor）
- 感覺異常（Paresthesias）
- 極度冰冷（Perishingly cold）
- 缺乏脈搏（Pulselessness）
- 無力

上述症狀被稱為「六個P」（the six P's），這些症狀常被誤判為腔室症候群。另一個症狀是可能發展為壞疽。若出現上述任一症狀，應立即就醫。

## 診斷

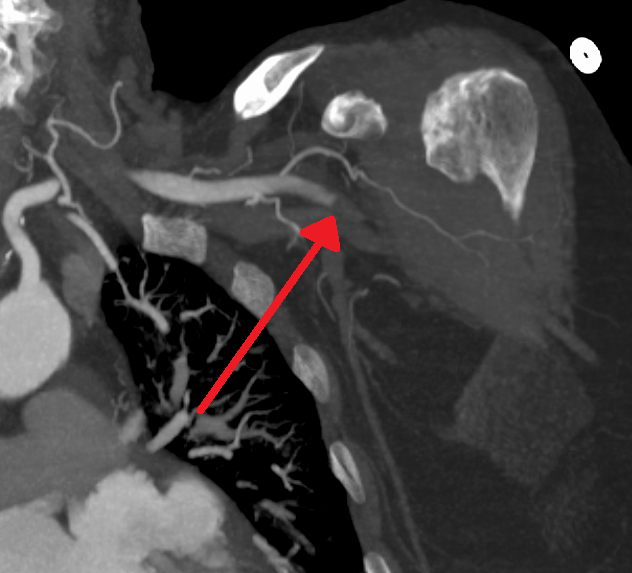
電腦斷層血管攝影顯示腋動脈急性阻塞導致肢體缺血。

都卜勒超音波、電腦斷層血管攝影、核磁共振血管攝影可顯示局部缺血的範圍和嚴重度，後二者最常使用，因為都卜勒超音波雖然是非侵入性檢查，但不能精確地用於血管重建。電腦斷層血管攝影使用放射線且阻塞處遠端的血管顯像較差，但比核磁共振血管攝影快的多，對於治療急性肢體缺血，時間非常重要。
最壞的情況下急性肢體缺血會發展為嚴重肢體缺血，並導致死亡或肢體喪失。早期發現並採取肢體保留技術逐步治療則可以挽救肢體。由於急性肢體缺血使生物毒素堆積在阻塞處的遠端，造成水腫，因此也可能導致腔室症候群。

## 治療

### 手術
急性肢體缺血的主要手術介入治療是使用福格蒂栓塞切除導管進行緊急栓塞切除術，前提是該肢體的狀況還能支撐4－6小時。其他選擇有血塊堵塞處附近的血管繞道手術。

### 藥物

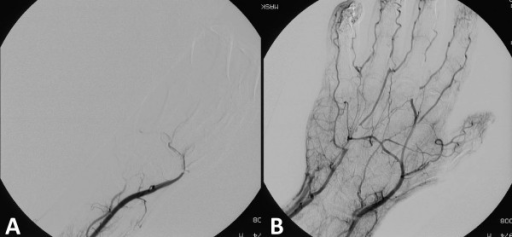
急性肢體缺血接受血栓溶解治療前後的血管攝影。

不適合手術的病患可接受血栓溶解藥物治療。以前鏈激酶是主要的溶栓藥物，近來改用諸如組織纖溶酶原活化劑、尿激酶、阿尼普酶之類的藥物替代。脈衝式噴霧導管的引入改善了溶栓化合物的機械注射方式，提供病患更高的機會可以避免手術。藥物溶栓必須將導管插入患處，通常有帶孔的線附著在導管上，以允許溶栓藥物的分散區域更廣。這些藥物可快速有效地溶解造成缺血的血栓。但是溶栓的療效會受到出血性併發症的限制。血漿纖維蛋白原濃度被建議作為出血性併發症的預測指標，然而根據截至2016年1月現有文獻的系統回顧，尚未能證實血漿檢驗的預測價值。

### 機械式溶栓
其他的溶栓方式包括使用生理鹽水噴射器、或更新的方式是使用超音波，可機械式的破壞血塊。生理鹽水噴射器利用白努利效應來推動血塊。低頻發射的超音波可將血栓物理性的碎片化。

### 治療注意事項
最佳的治療方案因不同病況而異。在決定適當的治療之前，必須考慮到該病例的一些細節。沒有單一種治療方法能有效地用於每個病患。治療取決於許多因素，包括：
- 病變的解剖位置
- 該病患的風險因子
- 治療處置的風險
- 症狀的臨床表現
- 症狀的持續時間

## 流行病學
急性肢體缺血的主要原因是動脈栓塞（80%），動脈血栓則佔20%。較罕見的狀況為膕動脈動脈瘤形成血栓或栓塞而導致肢體缺血。